# Lagocephalus
Lagocephalus, Swainson, 1839, é um género de peixes da família dos tetraodontídeos. O termo, em grego (lagos = lebre + kephale = cabeça), significa "cabeça de lebre".

## Espécies
- Lagocephalus blochi Bonaparte, 1841
- Lagocephalus cheesemanii (Clarke, 1897)
- Lagocephalus exilis Tanaka, 1916
- Lagocephalus gloveri Abe & Tabeta, 1983.
- Lagocephalus hypselogeneion (non Bleeker, 1852)
- Lagocephalus oceanicus Jordan & Evermann, 1903
- Lagocephalus pseudommus Chu, 1935
- Lagocephalus sceleratus  (Gmelin, 1789)
- Lagocephalus laevigatus  (Linnaeus, 1766) (Baiacu-ará)
- Lagocephalus inermis (Temminck & Schlegel, 1847)
- Lagocephalus lagocephalus, Linnaeus, 1758
- Lagocephalus lunaris (Bloch & Schneider, 1801)
- Lagocephalus scleratus (Gmelin, 1789)
- Lagocephalus spadiceus (Richardson, 1844)
- Lagocephalus suezensis Clark and Gohar, 1953
- Lagocephalus wheeleri Abe, Tabeta & Kitahama, 1984

O consumo deste peixe é proibido, assim como a sua comercialização, por ser uma espécie muito tóxica (as toxinas concentram-se principalmente na pele e no fígado).
Esta espécie desloca-se em pouca profundidade, podendo ser avistada tanto em alto mar como junto à costa, andando em cardumes.